# Беляев, Анатолий Владимирович (тренер)
Беляев Анатолий Владимирович (род. 6 мая 1950, Саранск) — основатель велоспорта-ВМХ в России, первый в России тренер и судья по велоспорту-ВМХ, заслуженный работник физической культуры Республики Мордовия. Координатор строительных работ первого в Российской Федерации велодрома-ВМХ в Саранске и последующих строительств велотреков по всей стране, в том числе действующего крытого велоцентра-ВМХ в г. Саранске, открытие которого состоялось 8 января 2010 года. Организатор и руководитель первого в России велоклуба по ВМХ-спорту «Кросс», существовавшего 25 лет, республиканского центра по ВМХ-спорту и первой ДЮСШ по велоспорту-ВМХ.

## Биография
Родился 6 мая 1950 года в Саранске. После окончания школы пошел работать на Саранский экскаваторный завод, играл в хоккей в заводской команде. Затем служил в рядах Советской армии. Службу проходил в Белоруссии в специальном элитном батальоне командующего Воздушно-десантных войск генерала армии, Героя Советского Союза Маргелова Василия Филипповича. После армии вернулся в Саранск и устроился во ВНИИС им. А. Н. Лодыгина, в котором играл в футбол и хоккей за институтские команды.
В 1975 году трудоустроился на Саранский механический завод, где проработал инструктором по физической культуре до 2016 года.
С 1981 по 1986 годах обучался в Мордовском государственном педагогическом институте им. М.Е. Евсевьева на факультете физического воспитания по специальности «Физическое воспитание».
Параллельно с работой и обучением продолжал заниматься спортом сам и тренировал лыжников, долгое время до 1991 года являясь тренером сборной команды профсоюзов России по лыжным гонкам. В число его самых титулованных спортсменов в лыжных гонках входят Мурзаева Ирина — мастер спорта России по лыжным гонкам, член сборной команды России, призёр чемпионатов России по лыжным гонкам, победитель чемпионатов ПФО и Степаненкова Татьяна — мастер спорта России по лыжным гонкам, член сборной команды Республики Мордовия, призер всероссийских соревнований.
В конце 1980-х годов Саранский механический завод включился в программу диверсификации производства и начал производить велосипеды, в том числе велосипед «Кросс».
С 1990 года завод, его директор Раков Вадим Михайлович и Беляев Анатолий Владимирович включились в развитие велосипедного спорта-ВМХ в Республике Мордовия и России.
На общественных началах до 2005 г. осуществлял деятельность главного тренера сборной России по велоспорту-ВМХ. С 1991 года был заместителем председателя Открытой комиссии при Федерации велосипедного спорта России по развитию новых видов велосипедного спорта. За время работы Открытой комиссии организованы клубы по велоспорту-ВМХ в Москве и Московской области, Пензенской, Брянской, Иркутской, Свердловской, Чувашской и других областях.
Инициатор и организатор процесса вхождения вида спорта велоспорта-ВМХ в структуру Федерации велосипедного спорта России.
Многие годы являлся главным судьёй соревнований по велоспорту-ВМХ, организовывал и проводил старты всероссийского и международного уровня, осуществлял поездки по стране с показательными выступлениями своих воспитанников.
Проводил тренерские и судейские семинары совместно с Федерацией велосипедного спорта России.
В 1998 году был назначен председателем организационного комитета по проведению демонстрационных соревнований по велоспорту-ВМХ в рамках Всемирных юношеских игр.
В 2016 г. Беляев Анатолий Владимирович инициировал развитие в Мордовии спортивно-массовых мероприятий по популяризации беговелодвижения среди детей в возрасте от 2 до 6 лет. По его кураторством прошло два официальных Кубка Мордовии по беговелам, 25 республиканских соревнований с участием детей из близлежащих регионов и девять районных беговелостартов

## Воспитанники
Беляевым Анатолием Владимировичем подготовлено более 20 мастеров спорта России, один мастер спорта международного класса Родионов Дмитрий — первый МСМК по велосипедному спорту-ВМХ в России, более 50-ти победителей и призеров первенств, чемпионатов и кубков России, международных соревнований, призёра Всемирной Универсиады в Китае, победителей этапов Кубка Европы. Среди них:
- серебряный призер Всемирной Универсиады в Китае, победительница и призер этапов Кубка Европы и России, многократная чемпионка России, мастер спорта России, на протяжении ряда лет член сборной команды России Бесхмельнова Марина[19];
- девятикратный победитель чемпионатов, кубков и первенств России Слугин Александр;
- многократный призер чемпионатов, кубков и первенств России, мастер спорта, на протяжении ряда лет член сборной команды России Левин Владимир;
- победители и призеры международных соревнований, финалов Спартакиад России, первенств России, всероссийских соревнований Цыбезов Вячеслав, Кирюхин Александр, Жинкова Ксения, Климчак Михаил, Белинский Марк, Габдуллин Фаиль, Родионов Дмитрий, Мари Светлана, Хлуднева Дарья, Барышников Никита, Савина Майя и другие.
- двое воспитанников Беляева А. В. Агапов Александр и Арюков Владимир[20] в августе 1994 года приняли участие в международной экспедиции на Северный полюс[21].